# Open Arms (buque)
Open Arms es un buque de salvamento operado por la ONG española Proactiva Open Arms.

## Diseño
El buque, originalmente llamado Ibaizabal Tres es un remolcador que mide 36,9 metros de longitud y tiene 9,5 metros de anchura construido en 1974. Fue renombrado en 2017 como Open Arms.

## Historial
El barco perteneció orignalmente al Grupo Ibaizabal, un grupo martítimo español con sede en el puerto vasco de Guecho. Fue donado a la flota de Salvamento Marítimo, que lo adscribió al puerto gallego de La Coruña.
En 2017, el buque se empezó a preparar para ser cedido a la ONG Proactiva Open Arms y que pudiese operarlo en sus misiones de rescate en el Mediterráneo hasta entonces realizadas con los buques Astral y Golfo Azzurro.
A lo largo de 2017 y comienzos de 2018, varios buques de ONG europeas dedicadas al salvamento marítimo en el Mediterráneo y la costa noroeste africana fueron retenidos, especialmente en puertos italianos tras indicaciones del gobierno Gentiloni.
En noviembre de 2018, ya superada la temporada de buques retenidos, se inició una campaña conjunta con los barcos de Proactiva Open Arms, SOS Méditerranée y Sea Watch, en concreto los buques Open Arms, Mare Jonio y Sea Watch 3, junto con el avión Moonbird para proseguir con el rescate de refugiados en el Mediterráneo después de los meses detenidos.